# Pomerania Occidentale

Lo stemma della Pomerania è quello del Casato di Greifen

La Pomerania occidentale (casciubo: Zôpadnô Pòmòrskô, in polacco Pomorze Zachodnie, in tedesco Pommern) è una parte della regione storica della Pomerania, nel nord della Polonia e della Germania, situata ad ovest di fiume Łeba.
Si divide in due regioni più piccole: Pomerania Anteriore e Pomerania Posteriore. Questa divisione rispecchia i confini attuali di Germania e Polonia.

## Le città maggiori

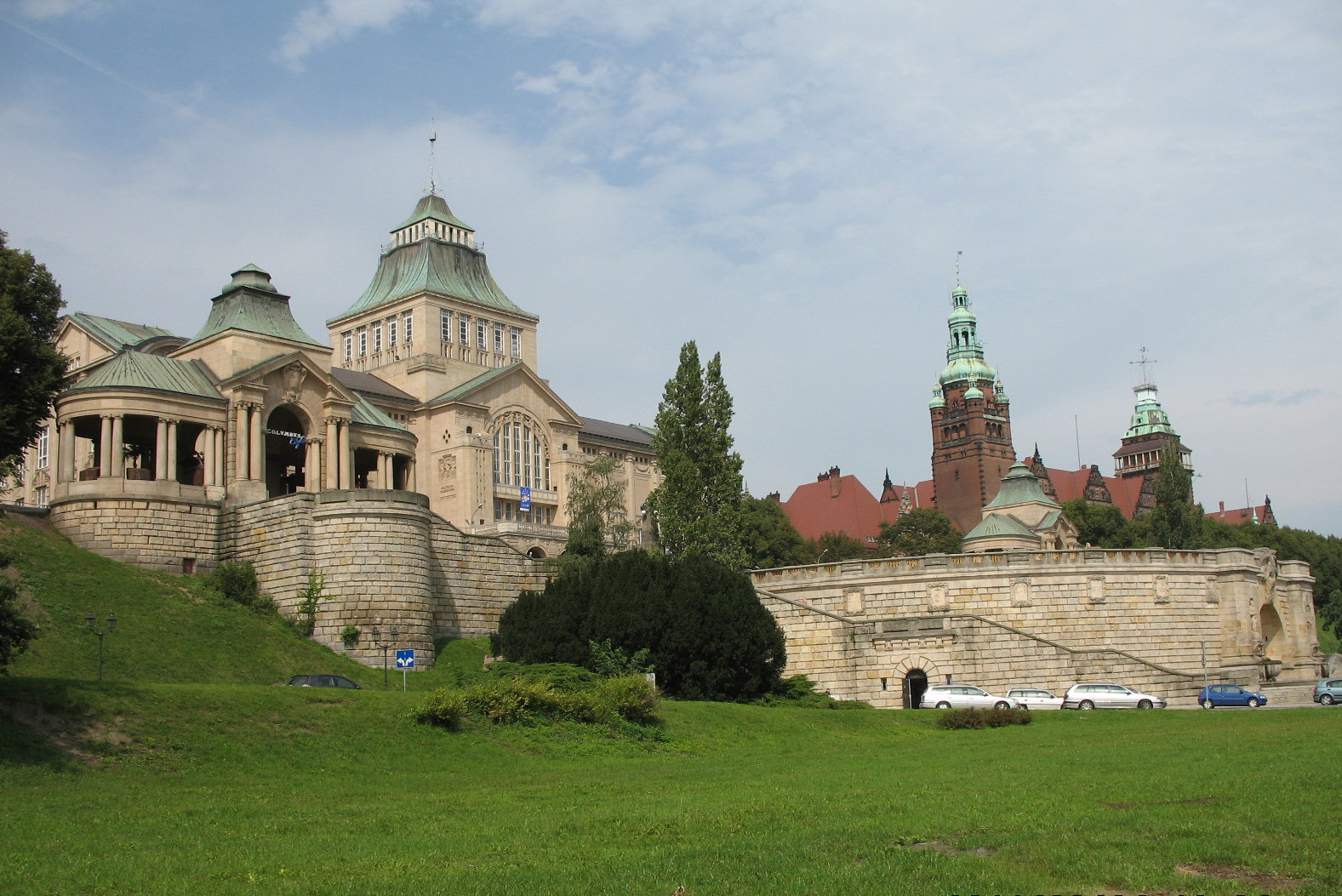
Stettino è la più grande città e capitale storica della Pomerania occidentale

1. Stettino ( Polonia)
2. Koszalin ( Polonia)
3. Słupsk ( Polonia)
4. Stargard ( Polonia)
5. Stralsund ( Germania)
6. Greifswald ( Germania)
7. Kołobrzeg ( Polonia)
8. Świnoujście ( Polonia)
9. Szczecinek ( Polonia)
10. Police ( Polonia)